# Deportivo Mixco
Club Social y Deportivo Mixco – gwatemalski klub piłkarski z siedzibą w mieście Mixco, w departamencie Gwatemala. Występuje w rozgrywkach Liga Nacional. Domowe mecze rozgrywa na obiekcie Estadio Santo Domingo.

## Osiągnięcia

### Krajowe
- Liga Nacional

| zwycięstwo (0):     | –        |
| drugie miejsce (1): | 2024 (C) |

## Historia
Klub został założony w 1964 roku. Przez kolejne kilkadziesiąt lat występował w niższych ligach gwatemalskich. W latach 2001–2003 grał w drugiej lidze, w latach 2003–2005 w trzeciej lidze, a w latach 2005–2019 ponownie w drugiej. Przez długi czas nie posiadał spełniającego wymagania domowego obiektu – na przestrzeni lat występował między innymi na Estadio El Trébol w mieście Gwatemala lub na Estadio Julio Armando Cobar w San Miguel Petapa. Dopiero w 2018 roku w Mixco zainaugurowano Estadio Santo Domingo.
W 2016 roku prezesem klubu został Neto Bran, nowo wybrany burmistrz Mixco, znany ze swojego ekscentrycznego zachowania. Przez kolejne trzy lata przeznaczył na klub kwotę 10,7 miliona quetzali ze środków publicznych, znacznie większą niż inne utrzymywane przez miasta kluby w Gwatemali. Komisja Nadzoru Finansowego Gwatemali (Contraloría General de Cuentas) zaleciła miastu zmniejszenie wydatków na klub piłkarski, jednak bezskutecznie. W 2019 roku Mixco wywalczył historyczny awans do gwatemalskiej Liga Nacional. Bezpośrednio po tym Bran ściągnął do zespołu zawodników z przeszłością w czołowych gwatemalskich klubach.
W grudniu 2019 piłkarze Mixco odmówili treningów, protestując przeciwko trzymiesięcznym opóźnieniom w wypłatach. W pierwszej lidze klub występował w latach 2019–2020, po czym spadł z powrotem do drugiej ligi. Relegacja nastąpiła w kontrowersyjnych okolicznościach. Ze względu na pandemię COVID-19 decyzją Gwatemalskiego Związku Piłki Nożnej (FEDEFUT) sezon przerwano 9 kolejek przed końcem, i choć zdecydowano się nie wyłaniać mistrza, to utrzymano spadki i awanse. Mixco wraz z Deportivo Siquinalá (drugim spadkowiczem z pierwszej ligi), Capitalinos FC (spadkowiczem z drugiej ligi) oraz USAC (spadkowiczem z trzeciej ligi), wniósł sprawę przeciwko FEDEFUT do Sportowego Sądu Arbitrażowego (CAS), którą jednak przegrał.
W 2022 roku ekipa Mixco awansowała na najwyższy szczebel rozgrywkowy po dwóch latach gry w drugiej lidze.

## Trenerzy
- Eduardo Santana (2006–2007)
- Mauricio Tapia (2007)
- Iván León (2010)[3]
- Julio Gómez (2012)[8]
- Eddy Arenas (2014)[9]
- Sergio Pardo (2014–2015)[9]
- Jairo Pérez (2017)[10]
- Juan Carlos Plata (2017–2018)[10]
- Julio Gómez (2019)[11]
- Walter Claverí (2019–2020)[11]
- Julio Gómez (2020–2021)[12]
- Sergio Guevara (2021)
- Julio Gómez (2021–2022)
- Douglas Sequeira (2022–2023)
- Fabricio Benítez (od 2023)